# Folsom, Pennsylvania
Folsom är en så kallad census-designated place i Delaware County i Pennsylvania. Vid 2020 års folkräkning hade Folsom 8 287 invånare.